# Sphaenolobium
Sphaenolobium es género de plantas con cuatro especies perteneciente a la familia Apiaceae.

## Taxonomía
El género fue descrito por  Michael Georgievich Pimenov y publicado en Novosti Sistematiki Vysshchikh Rastenii 12: 243. 1975. La especie tipo es: Sphaenolobium tianschanicum Pimenov		

## Especies
- Sphaenolobium coriaceum (Korovin) Pimenov
- Sphaenolobium kultiassovii Pimenov
- Sphaenolobium tenuisectum Pimenov
- Sphaenolobium tianschanicum Pimenov